# Michel Gaillard
Michel "Micha" Gaillard (død 14. januar 2010 i Port-au-Prince, Haiti) var en haitiansk politiker og universitetsprofessor. I 2005 hjalp han med at skabe en fusion mellem de haitianske socialdemokratiske partier.
Han var til møde i justitsministeriet da jordskælvet i Haiti i 2010 fandt sted. Bygningen, han opholdt sig i, kollapsede. Han døde af sine sår nogle dage efter.